# Bernd Frick (Wirtschaftswissenschaftler)
Bernd Frick (* 9. Februar 1959 in Trier) ist ein deutscher Wirtschaftswissenschaftler und Hochschullehrer.

## Leben
Bernd Frick studierte bis 1983 Betriebswirtschaftslehre an der Universität Trier, wo er dann als wissenschaftliche Hilfskraft und von 1984 bis 1991 als wissenschaftlicher Mitarbeiter von Dieter Sadowski tätig war. 1991 wurde er promoviert, um dann als wissenschaftlicher Assistent weiter in Trier tätig zu sein und sich 1995 zu habilitieren. Von 1995 bis 2001 war er erst Vertreter und dann Inhaber des Lehrstuhls für Allgemeine Betriebswirtschaftslehre, insbesondere Personal- und Organisationsökonomie an der Ernst-Moritz-Arndt-Universität Greifswald. Von 2001 bis 2007 war er Inhaber des Reinhard-Mohn-Lehrstuhls für Unternehmensführung, Wirtschaftsethik und gesellschaftlichen Wandel an der Universität Witten/Herdecke. Seit 2007 ist er Inhaber des Lehrstuhls für Organisations- und Medienökonomie an der Universität Paderborn, wo er auch Vizepräsident für Finanzen ist.
Forschungsschwerpunkte von Frick sind Fragen der Mitbestimmung, allgemein Personalökonomie und Sportökonomie, zu denen er zahlreiche Schriften veröffentlichte.